# Erdélyi nyúlfarkfű
Az  erdélyi-, vagy Heufler-nyúlfarkfű (Sesleria heufleriana) a perjeformák (Pooideae) nyúlfarkfű (Sesleria) nemzetségének egyik, a Kárpát-medence középső részén endemikus faja. Előfordulása: Aggteleki-karszt, Bükk-vidék.

## Származása, élőhelye
Mészkedvelő, hegyvidéki faj. Mészkő- és gabbrósziklagyepekben, sziklai bükkösökben, ritkábban hárs-kőris sziklaerdőkben és sziklai cserjésekben fordul elő.

## Leírása
Kb. félméteresre megnövő pázsitfű, amely sűrű gyepet alkot. Világos középerű és szegélyű lemeze viszonylag keskeny (2,5–3 mm) gyakran szürkés színű.
A buga kezdetben liláskék, viszonylag hosszú (kb 4 cm), toklásza 3,5 mm, középső szálkája kb. félakkora.
Március közepe és május eleje között virágzik.

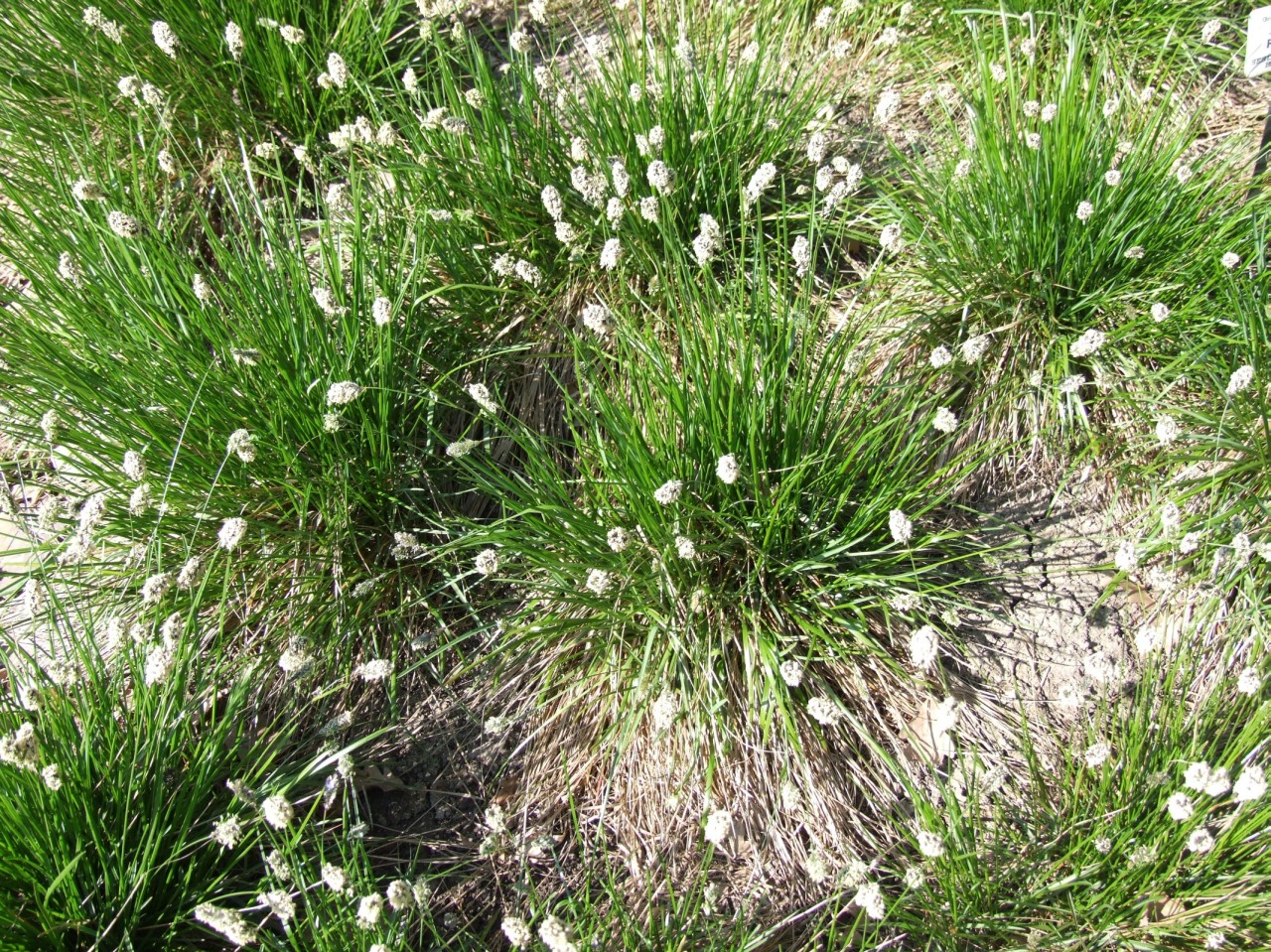
Nyúlfarkfüves